# 霍杜尼亞
51°51′12″N 34°5′54″E / 51.85333°N 34.09833°E
霍杜尼亞（烏克蘭語：Ходуня）是位於烏克蘭東北部的村莊，由蘇梅州紹斯特卡區的埃斯曼市鎮負責管轄。該村分別距離普斯托霍羅德1.5公里和斯梅卡里夫卡2公里，海拔高度186米，2001年人口2。